# 須田泰嶺
須田 泰嶺（すだ たいれい、文政8年5月5日（1825年6月20日） - 明治41年（1908年）9月5日）は日本の医師（蘭方医）。諱は経哲 、号は経石、老嶺。
信濃国伊那郡西伊那部村（三州街道伊那部宿、現長野県伊那市）の医家に生まれる。弘化元年（1844年）には江戸の林洞海、嘉永元年（1848年）には佐倉の佐藤泰然に入門し蘭方医学を学んだ。嘉永4年（1851年）に帰郷して外科、産科を開業し、種痘を実施したことで高遠藩から賞詞を授かった。また天保の大飢饉に直面する農民の飢餓を『天保雑記』に記した。
安政4年（1857年）藩命で再び上京し、林洞海と伊東玄朴に入門し、象先堂の塾頭を務め、文久元年（1861年）、麻酔薬クロロホルムを使用した下腿切断手術を日本で初めて実施した。
一時阿波藩主蜂須賀斉裕に仕えた後、幕府医学所の要請で軍陣外科の講義を行い、明治元年（1868年）には高遠藩医となった。その後は大学中教授を拝命し、明治43年（1910年）佐藤尚中、佐々木東洋らと共に博愛社(のちの日本赤十字社)を創設した。